# Robert Změlík
Robert Změlík (* 18. April 1969 in Prostějov) ist ein ehemaliger tschechischer Zehnkämpfer und Olympiasieger.
Robert Změlík hatte sich mit vierten Plätzen bei den Europameisterschaften 1990 mit 8249 Punkten und bei den Weltmeisterschaften 1991 mit 8379 Punkten langsam der Weltspitze genähert.
Bei den Olympischen Spielen 1992 errang er mit 8611 Punkten die Goldmedaille. Zu seinen größten Stärken in den Einzeldisziplinen gehörten der Weitsprung (über 8 m) und der 110-Meter-Hürdenlauf. Seine Bestleistung im Zehnkampf mit 8627 Punkten erreichte er am 30. und 31. Mai 1992 beim renommierten Mösle Mehrkampf-Meeting in Götzis mit den Einzelleistungen:
100 m 10,62/2,1 m/s Rückenwind – Weitsprung 8,02/0,2 – Kugelstoßen 13,93 – Hochsprung 2,05 – 400 m 48,73 / 110 m Hürden 13,84/1,2 – Diskuswurf 44,44 – Stabhochsprung 4,90 – Speerwurf 61,26 – 1500 m 4:24,83.
Nach der Saison 1992 konnte er nicht wieder an seine Bestleistungen anknüpfen. Seine beste Platzierung danach war der siebte Platz bei den Olympischen Spielen 1996 in Atlanta mit 8422 Punkten. In diesem Wettkampf war er aber nur noch zweitbester Tscheche, denn Tomáš Dvořák wurde in Atlanta Dritter.
Ein letztes Mal konnte Robert Změlík internationale Aufmerksamkeit auf sich richten, als er 1997 bei den Hallenweltmeisterschaften in Paris den Siebenkampf mit 6228 Punkten für sich entscheiden konnte, nachdem er 1992 bereits mit 6118 Punkten Zweiter bei den Halleneuropameisterschaften gewesen war.